# چاه سید
چاه سید یک منطقهٔ مسکونی در ایران است که در دهستان الله‌آباد واقع شده‌است.